# Dolní Brusnice
Dolní Brusnice település Csehországban, Trutnovi járásban. Dolní Brusnice Bílá Třemešná, Třebihošť, Horní Brusnice, Mostek és Nemojov településekkel határos. Lakosainak száma 385 fő (2024. január 1.).

## Népesség
A település lakosságának változását az alábbi diagram mutatja:
| Lakosok száma | 615  | 587  | 498  | 471  | 329  | 319  | 381  | 388  | 394  | 385  |
|               | 1869 | 1890 | 1921 | 1950 | 1980 | 2001 | 2017 | 2019 | 2022 | 2024 |